# Pak Yong-ok
Pak Yong-ok, Koreaans: 박영옥, (1956, Noord-Korea) is een voormalig Noord-Koreaans professioneel tafeltennisster. Pak is haar achternaam.
Zij won drie medailles op de wereldkampioenschappen tafeltennis tussen 1977 en 1979.

## Belangrijkste resultaten
- WK
  -  Goud in het vrouwen dubbelspel in 1977 in Birmingham met Yang Ying
  -  Zilver met het team in 1979 in Pyongyang.
  -  Brons met het team in 1977 in Birmingham.